# Bryales
Ordre
Les Bryales constituent un ordre de mousses de la classe des Bryopsida.

## Liste des familles
Selon ITIS :
- famille Aulacomniaceae (Syn. Aulacommiaceae)
- famille Bartramiaceae
- famille Bryaceae
- famille Catoscopiaceae
- famille Hypnodendraceae
- famille Hypopterygiaceae
- famille Lembophyllaceae
- famille Leptostomaceae
- famille Meesiaceae
- famille Mitteniaceae
- famille Mniaceae
- famille Pseudoditrichaceae
- famille Racopilaceae
- famille Rhizogoniaceae
- famille Spiridentaceae
- famille Timmiaceae